# Константин Леонтјев
Константин Николајевич Леонтјев (рус. Константин Николаевич Леонтьев; Кудиново, 25. јануар 1831 — Тројице-Сергијев Посад, 24. новембар 1891) био је руски писац, публициста и религиозни мислилац.

## Биографија
Родио се 13 (25) јануара 1831. године у селу Кудиново у Калушкој губернији Руске империје, као седмо дете ситног племића Николаја Борисовича Леонтјева. Основно образовање добио је властитом дому од своје учене мајке Феодосије Петровне. Године 1849. свршио гимназију у Калуги с одличним оценама, након чега се уписује на Медицински факултет московског универзитета. Године 1854. одлази у Кримски рат као војни лекар. Из војне службе излази 1857. године, и све до 1863. ради као лекар у Москви, Санкт Петербургу и на велепоседу барона Розена у Нижњеновгородској губернији. Године 1861. на Криму се оженио Јелисаветом Павловном Политовој, ћерком једног грчког трговца која је после душевно оболела и умрла несрећним случајем. Неколико година пре ступања у дипломатску службу Леонтјев раскида са тада популарним либерализмом и постаје убеђени конзервативац. Од 1863-73. је руски консул у више грчких и турских градова на Балкану. Године 1871. оболео је од колере и једва преживевши доживљава духовно обраћење за краћег боравка на Светој гори. Од 1880-87. цензор је у Москви. Од 1887. живи недалеко од манастира Оптина пустиња, под духовним руководством старца Амвросија. 23. августа 1891. године примио је тајни постриг с именом Климент. После тога, по савету о. Амвросија, напушта Оптину и прелази у манастир Тројице-Сергијев Посад. 12 (24). новембра 1891. године Константин Николајевич умро је од обољења плућа и покопан је на манастирском гробљу близу храма Мајке Божје черниговске.

## Књижевни и публицистички рад
Леонтјев се у књижевности јавља 1851. године својим првим делом, комедијом „Женитьба по любви“. Тургењев дело одлично оцењује, али га цензура забрањује. Леонтјев се не обесхрабрује и наставља с писањем. Пажњу књижевне јавности скреће на себе својим првим већим романом „Подлипки“. Његово друго веће дело је роман „В своем краю“ из 1864. године. Пише под идејним утицајем Жорж Санд а стилски је близак Тургењеву.
Након духовног обраћења објављује радове прожете конзервативизмом и православљем. Стилски оригиналне су му приче, приповетке и романи из дипломатског периода његовог живота: „Очерки Крита“, „Хризо“, „Хамид и Маноли“, „Одиссей Полихрониадес“, „Из жизни христиан в Турции“, „Сфакиот“, „Камень Сизифа“ и др.
Његови први важнији публицистички радови су „Панславизм и греки“, „Панславизм на Афоне“, те знаменита расправа „Византизм и славянство“. Своје најважније расправе Леонтјев је објавио у свом зборнику „Восток, Россия и Славянство“ (Исток, Русија и словенство, Москва 1885-86), те у брошури „Национальная политика как орудие всемирной революции“ (Национална политика као оруђе светске револуције, Москва 1889).
У својим публицистичким радовима Леонтјев је оригиналан и талентован проповедник крајње конзервативних погледа које карактеришу следећи ставови: а) реално-мистичко, строго црквено и монашко хришћанство византијског и делимично римског типа, 2) снажна и монархистичка држава и 3) народни живот ненарушен глобализацијом либерализма и демократије.
Оригинално је разрадио православни поглед о крају човечанства. Према њему људска историја одвијаће се према три степена: први степен означава највиши степен људског развоја, у другом степену човечанство би доживело тријумф „просечног, средњег човека“, затим би следио „кратковремени процват тих последњих људи“ и на крају крај човечанства проузрокован развратом, безнађем и смутњом међу људима.
Дела Константина Леонтјева се поново почињу објављивати у постсовјетској Русији, а у току је објављивање његових сабраних дела и у српском преводу.